# The Way of the Transgressor (film 1912 Frenkel)
The Way of the Transgressor  è un cortometraggio muto del 1912 diretto da Theo Frenkel. Prodotto da Pat Powers, il film aveva come interpreti Joseph Burke, Harry Blakemore e Katherine Griffith.

## Trama
L'odore delle torte di mele attira irresistibilmente Happy Hollow che viene però sorpreso a rubarle da un poliziotto che cerca di arrestarlo. Happy si sbarazza dei vestiti tirandoli in faccia all'agente che, momentaneamente accecato, se lo lascia sfuggire di mano. Intanto Henry Hawkins cerca di evadere da casa e dall'asfissiante moglie per recarsi al club, dove lo aspetta una tranquilla partita di carte con gli amici. Lascia così cadere dalla finestra i suoi vestiti che, però, sono presi da Holly che se li mette lui. Con uno stratagemma, Hawkins scappa da casa attraverso la finestra della cantina. Vedendo una figura con gli abiti del marito, la signora Hawkins presume che quello sia suo marito e si mette a seguirlo. Il vero Hawkins, invece, che non trova più i suoi vestiti, quando vede Holly, chiama un poliziotto facendolo arrestare. Poi se ne va al circolo. Ma il fatto che vada in giro senza cappotto, provoca dei sospetti in un poliziotto che arresta anche lui. Alla stazione di polizia, Hawkins incontra la moglie che è arrivata lì seguendo Holly. Il giudice, davanti ai due arrestati, delibera che Hawkins sia riconsegnato alla moglie presso la quale sconterà la sua pena, mentre Holly ottiene sessanta giorni senza torta di mele.

## Produzione
Il film fu prodotto dalla Powers Picture Plays.

## Distribuzione
Distribuito dalla Universal Film Manufacturing Company, il film - un cortometraggio in una bobina - uscì nelle sale statunitensi il 27 novembre 1912. Nel Regno Unito, fu distribuito dalla R. Prieur & Co. il 12 aprile 1913.